# 小行星979
小行星979（979 Ilsewa）是一颗围绕太阳公转的小行星。
該小行星以發現者卡爾·威廉·萊茵姆特的熟人伊爾絲·華爾多夫（Ilse Waldorf）命名。

## 参数
这颗小行星的绝对星等为9.80等，自转周期为42.61小时。